# SMIL (tidskrift)
Statistical Methods in Linguistics (SMIL), senare SMIL Journal of Linguistic Calculus var en referentgranskad akademisk tidskrift i statistisk och algoritmisk språkvetenskap som gavs ut åren 1962–1980 av forskningsgruppen KVAL i Stockholm på förlaget Skriptor.

## Historia
Tidskriften Statistical Methods In Linguistics grundades 1962 av forskningsstiftelsen KVAL för att publicera forskning i statistisk analys av språk som vid tidpunkten inte hade naturliga publikationskanaler i de etablerade forskningstidskrifterna eller kongresserna. Redaktör var under hela publikationsperioden Hans Karlgren; efter 1969 ingick även Ferenc Kiefer, Mizutani Sizuo, Eva-Cecilia Lindh och Wolf Moskowitch i redaktionskommittén. 1975 bytte tidskriften namn till SMIL Journal of Linguistic Calculus för att avspegla att även annan matematiskt orienterad och algoritmisk analys av språk hade sin plats i tidskriften.

## Innehåll
Tidskriften publicerade ofta sammandrag från mindre formella symposier och konferenser, sökte aktivt bidrag från flera forskningsfält samt översatte forskning från Östeuropa som under sextio- och sjuttiotalen hade svårt av politiska skäl att spridas till väst trots att forskningen i kvantitativa och statistiska metoder där var mycket framstående. Efter hand som datorlingvistik och språkteknologi blivit etablerade som läroämnen och forskningsområden i egen rätt, samt konferenserna Coling och ACL fått status som viktigaste publikationskanal för det nya området blev tidskriftens roll mindre viktig och efter 1980 års utgåvor upphörde utgivningen. Under sin publikationsperiod behandlade tidskriften frågor som idag är typiska för språkteknologin, såsom söksystem, lexikoninlärning, automatisk översättning och dialogsystem, men även frågor om varumärkesanalys, kryptologi (ett helt temanummer ägnades åt avkodning av en kryptisk lertavla från Faistos som ännu gäckar kryptologer och arkeologer), författarbestämning och fonologi.
Bland internationellt framstående forskare som publicerat sig i SMIL kan nämnas Jørgen Rischel (1962), Gustav Herdan (1963), Roger Schank (1970), Stanley Peters (1971), Charles Fillmore och Aravind Joshi (1976),  Juhan Tuldava (1977), Morris Salkoff (1979), Eva Hajicova och Petr Sgall (1980).